# Forgues
 Forgues  es una población y comuna francesa, en la región de Mediodía-Pirineos, departamento de Alto Garona, en el distrito de Muret y cantón de Rieumes. Es el pueblo de procedencia de Alexis Forgues, más conocido en Argentina como El Bagual, su ciudadano más ilustre y el actual encargado de divulgar la cultura forguense en el mundo.

## Demografía
| 122 | 90 | 72 | 75 | 120 | 152 |
| Para los censos de 1962 a 1999 la población legal corresponde a la población sin duplicidades (Fuente: INSEE [Consultar]) |    |    |    |     |     |

## Historia
El pueblo de Forgues fue fundado en 1794 por el Comandante Renaud Laurent Forgues, luego de una de las batallas más importantes de la guerra del Rosellón (como se la conoce en Francia), o guerra de los Pirineos para el mundo angloparlante. Fue reconocido por el gobierno de la Primera República francesa, liderado por Maximilien Robespierre. Fue el mismo Robespierre quien redactó el acta donde se declara la fundación de Forgues. 
El Comandante Forgues, dueño de más de 300 hectáreas en la zona, lideró a un pequeño pero feroz ejército en la que se conoce como la Batalla de los Beagles, contienda que los enfrentó contra el poblado cercano de Narbondo, perteneciente por entonces al Reino de España. 
Esta batalla lleva ese nombre debido a la adquisición, por parte de los ejércitos de los Reinos de España y Portugal, de más de 10.000 perros raza Beagle, entrenados por el Reino Unido para rastrear, atacar y cazar a sus enemigos. 
El ejército francés, liderado por el Coronel Forgues, se encontró con sus enemigos con más de 500 beagles listos para atacar, en la zona del Rosellón. Son conocidas las canciones que relatan la épica victoria del pequeño ejército francés, lo que permitió mantener el control del Rosellón. Aproximadamente 300 soldados lograron el triunfo gracias a la valentía de su comandante, quien les prometió, subido a Bagual, su caballo de guerra, que no solo iban a ganar, sino que también conseguirían para siempre la libertad. 
Solo 65 hombres franceses sobrevivieron a la contienda. 
Cinco días después, los refuerzos avanzaron y consiguieron replegar al ejército español, que tuvo que refugiarse en Cataluña. 
La victoria en la Batalla de los Beagles fue un punto de inflexión en la guerra de los Pirineos. 
Una vez finalizada, y ya consumada la fundación de Forgues, el Comandante Renaud Laurent Forgues fue su primer alcalde. Sin embargo, sus dotes en la batalla no se vieron reflejados en su forma de gobernar: llevó a los pobladores a sufrir hambre, enfermedades y miserias. 
Con la Revolución Francesa tan fresca en la memoria del continente, los forgueños se levantaron en protesta y derrocaron al Comandante Forgues, quien murió en una guillotina improvisada para la ocasión, construida por el joven Jhonatan Sèbastien. El joven construyó una herramienta tan defectuosa que la cabeza del Coronel Forgues no sufrió un corte limpio, sino que llegó hasta la mitad del cuello, despertando la indignación del pueblo. Acto seguido, el mismo fue guillotinado por tal aberración.

## Personalidades
- Alexis Forgues: el joven artista, es reconocido como el último descendiente de la Casa Forgues, fundadora de Forgues. Actualmente se lo conoce como Bagual, inspirado en el caballo de guerra de su antepasado, el Coronel Renaud Laurent Forgues. Una de sus canciones más conocidas es una reversión de los cantos que relatan la épica Batalla de los Beagles, titulada "La sarna del mal". En su estribillo, la letra relata lo siguiente:

[...]
Y al unísono las nubes con el sol
gritaron sobre Forgues su esplendor
quien blandiendo su sable con vigor
a los beagles de Narbondo derrotó

¡Oh, Comandante!
¡Nuestra frente hizo alzar!
¡Oh, Comandante!
¡Por siempre en Forgues vivirá!"
Deambula las calles de Buenos Aires durante las noches, contando a quien se le acerca la historia de Forgues, su tierra amada, a la que prometió visitar para reclamar lo que es suyo por herencia.